# Музей історії Афінського університету
Музей історії Афінського університету (грец. Μουσείο Ιστορίας του Πανεπιστημίου Αθηνών) — музей в Афінах, заснований 1987 року і присвячений історії Афінського національного університету імені Каподистрії.

## Будівля музею
Будівлю музею по вулиці Толу в історичному районі Плака зведено в османську добу, це одна з небагатьох будівель, що збереглись до нашого часу неушкодженими. Саме вона може бути зображеною на картині Жака Куррі в Музеї міста Афін, датованій 1647 роком. Будівля належала архітекторам Стаматіосу Клеантісу та Едварду Шуберту, архітекторам Афін новогрецької доби. Відтак вона також знана як Будинок Клеантіса.
1835 року уряд Греції розмістив тут школу для старшокласників. Однак за рік сюди переїхав відновлений Афінський університет, що діяв тут до 1841 року, коли отримав нову будівлю по вулиці Панепістиміу, яку спроєктував данський архітектор Феофіл ван Гансен. Будівля перейшла в оренду до Міністерства освіти Греції, її використовувала грецька армія до 1861 року. Через рік після смерті Клеантіса будинок перейшов у приватну власність.
1936 року будівля здобула охоронний статус. 1967 року її передали Афінському університету, і від 1987 року вона функціонує як музей його історії.

## Колекція музею
Колекція музею містить рідкісні монографії, наукові роботи, історичні документи, рукописи дисертацій, архів періодичних видань, портрети роботи новогрецьких художників, а також широкого кола пам'яток університетської історії. В експозиції представлено численні наукові вимірювальні інструменти: хімічні, фізичні, метеорологічні тощо.